# Charles Knode
Charles Knode, né en 1942 et mort le 16 février 2023, est un chef costumier américain.

## Filmographie sélective
- 1977 : Jabberwocky de Terry Gilliam
- 1978 : Le Chien des Baskerville de Paul Morrissey
- 1979 : La Vie de Brian de Terry Jones
- 1982 : Blade Runner de Ridley Scott
- 1983 : Jamais plus jamais d'Irvin Kershner
- 1985 : Legend de Ridley Scott
- 1987 : Love Potion de Julian Doyle
- 1992 : 1492 : Christophe Colomb (1492: Conquest of Paradise) de Ridley Scott
- 1995 : Braveheart de Mel Gibson